# Gregory Bateson
Gregory Bateson (Grantchester , Cambridgeshire, 1904. május 9. – San Francisco, Kalifornia, 1980. július 4.) angol-amerikai antropológus, biológus, társadalomtudós, kibernetikus, filozófus és pszichológus.
Az 1940-es években nagy szerepe volt a rendszerelmélet/kibernetika szociál- és viselkedéstudományokra való kiterjesztésében, s élete utolsó évtizedét annak szentelte, hogy az episztemológia „meta-tudását” fejlessze, hogy egybefűzze a rendszerelméletek különböző korai formáit a tudomány számos területének fejlesztésével. Könyveiben, úgy mint Steps to an Ecology of Mind (1972) és Mind and Nature (1979), megtalálható néhány legtöbbet idézett írása. Az 1987-ben napvilágot látott posztumusz-kiadású Angels Fear-ben lánya, Mary Catherine Bateson volt társszerzője.

## Életrajz
Bateson az angol Cambridgeshire-i Grantchesterben született 1904 május 9-én – Caroline Beatrice Durham és a kiváló genetikus, William Bateson harmadik és legkisebb fiaként.
Az ifjabb Bateson 1917-től 1921-ig a Charterhouse-i iskolába járt, a St. John’s College-ban (University of Cambridge) szerezte meg a BA-fokozatot biológiából 1925-ben, s Cambridge-en folytatta tanulmányait 1927-től 1929-ig. Lingvisztikát tanított a Sydney-i Egyetemen 1928-ban. 1931-től 1937-ig a St. John’s College kutató ösztöndíjasa, a második világháború előtti éveket Új-Guineában és Balin töltötte a Csendes-óceán déli részén: antropológusként tevékenykedett. Házassága Margaret Meaddel 1936-tól 1950-ig tartott. Ebben az időszakban a tudását felhasználta a háborús tevékenységekhez, mielőtt az Amerikai Egyesült Államokba költözött.
Kaliforniában, Palo Altóban ő és társai: Donald Jackson, Jay Haley és John H. Weakland kifejlesztették az úgynevezett double-bind-elméletet.
Azon gondolatmenetek egyike, melyek Bateson munkájához köthetők, volt a rendszerelméletek és kibernetika tudományos paradigmája iránti érdeklődés; a Macy Konferenciák oszlopos tagjainak egyikeként kiterjesztette munkáját a szociális/viselkedési tudományokra. Bateson sikere ezen területeken megalapozta kapcsolatát az episztemológiával és e központi érdeklődése gondoskodott arról, hogy gondolatai széles körben elterjedjenek. Stewart Brand kiadóval és szerzővel való kapcsolata még egy lépéssel előrébb vitte őt afelé, hogy befolyása nőttön-nőjön – 1970-es évektől egészen Bateson az utolsó évekig egyetemi diákok és különböző területek képzett szakembereinek széles hallgatósága nem csak hogy ismerte a nevét, hanem kapcsolatba került gondolataival.
1956-ban amerikai állampolgár és az ún. William Irwin Thompson Társaság tagja lett. Az 1970-es években a ma Saybrook Egyetem néven ismert San Francisco-i Humánpszichológiai Intézetben tanított, és a Kresge College óraadója és kutatója is a Santa Cruz-i California Egyetemen. 1976-ban az Amerikai Tudományos Akadémia tiszteletbeli tagjává választották. 1978-ban Jerry Brown, Kalifornia kormányzója kinevezte őt a Kaliforniai Egyetem vezetőségébe, melyet egészen haláláig ellátott (jóllehet visszavonult 1979-ben a speciális kutatási projektekkel foglalkozó csoportból: ellenezte az egyetem nukleáris fegyverekkel való munkáját).

## Magánélete
Lipset szerint (1982) Bateson életét beárnyékolta és ezáltal nagyban befolyásolta két fivérének halála. John Bateson (1898-1918), a legidősebb testvér az első világháborúban hunyt el. Martin Bateson-tól (1900-1922), a második testvértől azt várták, apja nyomdokaiba lép, mint tudós, de vitába keveredett William-mel, ugyanis költői és színdarabírói álmokat dédelgetett. Az állandó feszültség, mely szerelemben való csalódottsággal párosult, végül Martin öngyilkosságához vezetett: 1922 április 22-én a Piccadilly Circus-on az Anteros-szobor alatt fejbe lőtte magát. Ez éppen John születésnapjára esett. A végzetes eseményt követően, mely a családi tragédiából közbotránnyá nőtte ki magát, William és Beatrice becsvágya áttevődött egyetlen életben maradt fiukra, Gregory-ra.
Bateson első házasságát 1936-ban egy amerikai kulturális antropológussal, Margaret Mead-del kötötte. Egyetlen lányuk, Mary Catherine Bateson (1939-ben született), szintén kulturális antropológus lett.
Bateson 1947-ben elhatározta, hogy elválik feleségétől, erre 1950-ben került végül sor hivatalosan is. 1951-ben pedig már újraházasodott: Elizabeth „Betty” Sumner-t (1919-1992) vette feleségül, aki a Chicagó-i episzkopális püspök, Walter Taylor Sumner lánya volt. Egy fiuk született, John Sumner Bateson (1952-ben), akinek ikertestvére születéskor meghalt. 1957-ben vált el Bateson és Sumner, amikor is újra házasodott Bateson, ezúttal 1961-ben a terapeuta és szociális munkás Lois Cammack-ot vette nőül. Lányuk, Nora Bateson 1969-ben látott napvilágot.

## Munkái

### Korai munkái
Antropológusként első évei botladozva indultak. Egy Új-Guinea-i utazással indult e szakterületen, A. C. Haddon ösztönzésére. Célja az volt, hogy felfedezze a Sepik-bennszülöttek és a fehérek közti kapcsolat hatásait. Sajnos az új-guineai bainingek körében töltött ideje nyögvenyelősen telt és rendkívül nehéz volt. Rendkívül titokzatosan viselkedtek vele szemben és kizárták őt közösségük számos tevékenységéből. Nem egy alkalommal próbált Bateson csellel közéjük férkőzni. Végül otthagyta őket, felzaklatta az eredménytelenség. A következő célpontja az ún. Sulka-népcsoport volt: Új-Guinea másik bennszülött népe. Jóllehet gyökeresen különböztek a bainingektől, s életükbe könnyebben betekintést nyerhetett a kutató, Bateson mégis úgy érezte, kultúrájuk valamilyen módon haldoklik, s ez elcsüggesztette, kiábrándította őt.
Viszont több sikerrel járt az ún. Iatmul-törzs körében, akik a Sepik-folyó területén élő, szintén új-guineai bennszülöttek voltak. Bateson szívesen tanulmányozta az egymás közti kommunikációt, interakciót, kapcsolatokat. Azon megfigyelések, melyeket az Iatmul-törzs körében végzett, fokozatosan elvezette őt a következő terminus megalkotásához: „schismogenesis”. Tanulmányozta az ún. naven-t, mely egy olyan Iatmul szertartás volt, ahol a nemi szerepek felcserélődtek és fel is nagyítódtak. A férfiak a nők által készített szoknyákat öltötték magukra, a nők pedig férfiruhákban díszelegtek. E rituálé célja, hogy megtapsolják azt a gyereket, aki első ízben gyakorolta a felnőtt viselkedést. Az anya fivére női ruhát öltött és közösülést játszott el, akár egy nő. Bateson felvetette az okság visszatérő rendszerének befolyását, s a következőt mondta:
A nők meglesték a férfiak látványos előadását, s afelől semmi kétség már, hogy a hallgatóság jelenléte rendkívül fontos tényező, mely meghatározza, formálja a férfiak viselkedését. Valójában egészen biztosan feltételezhető, hogy a férfiak éppen azért viselkednek ilyen kihívó módon, mert a nők csodálják a „bemutatójukat”. S fordítva is igaz ez, a megfigyelő viselkedés egyfajta inger, mely egybegyűjti a közönséget azáltal, hogy előmozdítja a nőkben a megfelelő viselkedést.
Dióhéjban, X személy viselkedése befolyásolja Y személy viselkedését, és Y reakciója X viselkedésére azután X viselkedésére is hatással lesz, mely Y-éra oda-vissza, és így tovább. Bateson ezt „bűnös körnek” (vicious circle) keresztelte el. Ezután a schismogenesisnek két válfaját különböztette meg: szimmetrikus és kiegészítő (komplementer). A szimmetrikus kapcsolatokban mindkét fél egyenlő/egyenrangú, versenytársak, akár a sportokban. A komplementer kapcsolatok jellemzője az egyenlőtlenség, kiegyensúlyozatlanság, úgy mint a dominancia vs. behódolás (szülő-gyermek), vagy az exhibicionizmus vs. megfigyelő-lét (előadó-hallgatóság). Bateson tapasztalatai az Iatmulokkal arra sarkallta őt, hogy írjon egy könyvet, kronológiai sorrendbe helyezve az Iatmul szokásokat, rituálékat, összevetve mindezt a saját kultúrája felépítésével és működésével (Bateson: Naven, Stanford University Press, 1936).
Legközelebbi úticélja Bali volt újdonsült feleségével, Margaret Mead-del. Egy bali falu, Bajoeng Gede népét tanulmányozták közösen. Lipset azt állítja, itt „az etnográfiai terepmunka rövid történetében filmet használtak széles körben mint a kutatás elsődleges eszközét.” Csakugyan, Bateson mintegy 25000 képet készített a bali témákról (Bateson and Mead: Balinese Character, The New York Academy of Sciences, 1942).
Felfedezte, hogy Bajoeng Gede népére jellemző volt az, hogy teljesen máshogy nevelik a gyermekeiket, mint a nyugati társadalmak emberei. Ahelyett, hogy figyelmet szentelnének a szeretetét kimutató vagy éppen dühöngő gyermeküknek, a bali anyák figyelmen kívül hagyják őket. Bateson megjegyzi: „A gyermek az anyja reakcióira vagy szeretettel, vagy vehemensen válaszol, de mindezt feleslegesen teszi: viselkedése süket fülekre talál. A nyugati társadalmakban úgy zajlik e koreográfia, hogy érzelmi reakciók mutatkoznak szülői részről is, még ha csak kisebb érzelmi felfokozódásról van szó, melyet szeretet vagy harag vált ki. Balin nem így működik. Abban a pillanatban ugyanis, amikor a gyermek karját anyja nyaka köré fonja, és sírva fakad, az anya figyelme inkább elkalandozik, tudomást sem véve róla. Sőt, ezen inger-modell s elutasítás is több más kultúrában is megfigyelhető. Bateson a bali kapcsolatok stílusát később a „pangás” (stasis) jelzővel illette az eddig alkalmazott schismogenesis helyett. Az interakcióik tompák voltak s nem követték a schismogenesis folyamatát (magyarul bevezetés  Sántha-Safonova: Az evenkik földjén, Balassi 2011, első fejezete), ugyanis nem volt megfigyelhető sem a versengés fokozódása, sem a dominancia, s ennek következtében a behódolás sem.
Bateson összekülönbözése Mead-del a Sepik-folyón (16. fejezet) és együttélésük Balin (17. fejezet) szerepel Mead önéletrajzában: „Blackberry Winter – My Earlier Years” (Angus and Robertson. London, 1973). Catherine 1939. december 8-i születését New Yorkban a 18. fejezetben meséli el.

### Double Bind
1956-ban Palo Altóban Bateson és munkatársai, Donald Jackson, Jay Haley és John Weakland világosan kimondtak egy szkizofréniához köthető elméletet, mely double bind-szituációkból fakad. A szkizofréniára jellemző észlelt tünetek és zavaró állapotok tehát e distressz megnyilvánulásai s katartikus és transzformatív élményként értékelendők. A double bind egyfajta kommunikációs paradoxonra utal, melyet első ízben olyan családok körében jegyeztek le, amelyekben volt szkizofrén családtag. Legelőször a következő művek számolnak be erről: Steps to an Ecology of Mind, melyben Bateson Samuel Butler The Way of All Flesh című írásából idéz. E félig önéletrajzi novella a viktoriánus álszenteskedésről ír.
A double bind érvényesüléséhez számos feltétel szükségeltetik:
- 1.	A double bind áldozata ellentmondásos rendelkezésekben vagy a kommunikáció különböző szintű érzelmi üzeneteiben részesül (pl. a szeretet szavakkal van kifejezve, a gyűlölet vagy a közöny pedig nonverbális viselkedéssel; vagy pedig arra biztatnak egy gyermeket, hogy szabadon mondja ki érzéseit, de mégis megróják és csendre intik, ahányszor csak így cselekszik).
- 2.	Ha nem lehetséges metakommunikáció – pl., a két üzenet közül melyik érvényes vagy a kommunikáció leírásának nincs semmi értelme.
- 3.	Ha az áldozat nem tudja elhagyni a kommunikációs közeget.
- 4.	Kudarcot vallani az ellentmondásos rendelkezések érvényre juttatásában, s ez büntetést von maga után (pl. a szeretet megvonása).

### Testi változások az evolúcióban
Merriam-Webster szótára szerint a „szomatikus”, mint terminus alapvetően nem más, mint a test vagy testrészek elkülönülnek a csíraplazmától és az elmétől/pszichétől. Gregory Bateson ír arról, a jelenlegi fizikai változások hogyan ütköznek ki a testben/testen az evolúciós fejlődés következtében. A tőle származó „flexibilitás gazdasága” nevezetű fogalmon keresztül írja ezt le. E következtetésben hét állítást illetve teoretikai helyzetet teremt, melyeket ideológiája tökéletesen alátámaszt.
Az első annak a gondolata, hogy habár a környezet által okozott stresszt vélik a változások okának a „somán” belül (fizikai test), az újfajta stresszek mégsem eredményeznek azonnali fizikai változásokat, mint ahogy azt az evolúciós teória kimondja, hogy szükséges lenne a túlélés szempontjából. Valójában ezen újdonságok bevezetése nagymértékben legyengíthetik a szervezetet. A második eset azt állítja, hogy noha a „flexibilitás gazdaságának” logikus a felépítése, valamennyi egymás után következő követeli a rugalmasságot megtörve az elérhető lehetőségeket. Bateson harmadik következtetése: a genotipikus változás szokás szerint igényt tart a test beállított képességeire.
Három elvárást is megfogalmaz:
- 1.	Annak gondolata, hogy a szervezetek, melyek a jelenlegi módosulásokon esnek át, elgyengülnek.
- 2.	Az abbéli hit, hogy ezen szervezetek fokozatosan kártékonyak és veszélyesek lesznek.
- 3.	Ezek az új „fajták” idővel ellenállókká válnak a környezet stresszeivel szemben s változást mutatnak genetikai vonásaikban.

Az ötödik elméleti álláspont, melyet Bateson gondolt, s adatai alátámasztják: egy szervezeten belüli jellemző tulajdonságok, melyeket a környezeti stresszek módosítanak, genetikailag meghatározott tulajdonságokkal eshetnek egybe. Hatodik álláspontja az volt, hogy kevesebb ekonomikus flexibilitásra van szükség ahhoz, hogy testi változások jöjjenek létre, mint ahhoz, hogy ez genotipikus módosulást okozzon.
A hetedik, s egyben utolsó teória, hogy kevés alkalommal lesz olyan populáció, melynek változásai nem esnek egybe a fent tárgyalt tézissel.

## Kötetei magyar közkönyvtárakban
Nem tudunk arról, hogy magyar nyelvre lefordították volna valamely művét. Gregory Bateson kibernetikus antropologiai módszertanát Sántha István és Tatiana Safonova vezette be a magyar tudományos közgondolkodásba (Az evenkik földjén. Kulturális kontaktusok a Bajkál-vidéken. Balassi 2011, a mű angolul is oroszul is megjelent 2013-ban). 
Bateson néhány kötete francia, angol és német nyelven található meg nyilvános könyvtárainkban, köztük:
- Steps to an ecology of mind

Vers une écologie de l'esprit / Gregory Bateson ; traduit de l'américain par Ferial Drosso, Laurencine Lot ; avec le concours d'Eugène Simion et Christian Cler. Paris : Éd. du Seuil, 1977.
- Angels fear : towards an epistemology of the sacred / Gregory Bateson, Mary Catherine Bateson. New York : Macmillan, 1987. XII, [2], 224 p.
- Steps to an ecology of mind : Collected essays in anthropology, psychiatry, evolution and epistomology (német)

Ökologie des Geistes : Anthropologische, psychologische, biologische und epistemologische Perspektiven / Gregory Bateson ; übers. von Hans Günter Holl. 4. Aufl. Frankfurt a. M. : Suhrkamp, 1992. 675 p.
Látható, hogy a Steps to an ecology of mind (=Lépések az elme ökológiájához) című egyik leggyakrabban idézett műve francia és német nyelven is bekerült közkönyvtárainkba.
Gregory Bateson kibernetikus antropologiai módszertanát Sántha István és Safonova Tatiana (Az evenkik földjén. Kulturális kontaktusok a Bajkál-vidéken. Balassi Kiadó Budapest 2011) vezette be a magyar tudományos közgondolkodásba. A mű a magyar nyelven kívül angolul is oroszul is megjelent 2013-ban.

## Fordítás
- Ez a szócikk részben vagy egészben a Gregory Bateson című angol Wikipédia-szócikk fordításán alapul.  Az eredeti cikk szerkesztőit annak laptörténete sorolja fel. Ez a jelzés csupán a megfogalmazás eredetét és a szerzői jogokat jelzi, nem szolgál a cikkben szereplő információk forrásmegjelöléseként.